# Pseudotanais macrocheles
Pseudotanais macrocheles är en kräftdjursart som beskrevs av Georg Ossian Sars 1882. Pseudotanais macrocheles ingår i släktet Pseudotanais och familjen Pseudotanaidae. Arten är reproducerande i Sverige. Inga underarter finns listade i Catalogue of Life.